# Jean-Marie Allègre
Pour les articles homonymes, voir Allègre (homonymie).
Jean-Marie Allègre est un homme politique français né le 13 avril 1793 à Guéret (Creuse) et décédé le 1er juillet 1869 à La Courtine (Creuse).

## Biographie
Avocat à Limoges en 1819, il est procureur général à Limoges en février 1848. Il est député de la Haute-Vienne de 1848 à 1849, siégeant à gauche et soutenant le général Cavaignac.

## Sources
- Ressource relative à la vie publique :   - Base Sycomore
- Notices d'autorité :   - VIAF
  - ISNI
  - BnF (données)
- « Jean-Marie Allègre », dans Adolphe Robert et Gaston Cougny, Dictionnaire des parlementaires français, Edgar Bourloton, 1889-1891 [détail de l’édition]